# بخش نوروولک (شهرستان هورون، اوهایو)
بخش نوروولک (به انگلیسی: Norwalk Township) یک منطقهٔ مسکونی در ایالات متحده آمریکا است که در شهرستان هیورن، اوهایو واقع شده‌است.
 بخش نوروولک ۴۵٫۸ کیلومتر مربع مساحت و ۳٬۵۹۱ نفر جمعیت دارد و ۲۳۴ متر بالاتر از سطح دریا واقع شده‌است.